# Lądowisko Koszalin-Szpital
Lądowisko Koszalin-Szpital – lądowisko sanitarne w Koszalinie, w województwie zachodniopomorskim, położone przy ul. Chałubińskiego. Przeznaczone jest do wykonywania startów i lądowań śmigłowców sanitarnych i ratowniczych w dzień i w nocy o dopuszczalnej masie startowej do 5700 kg.
Zarządzającym lądowiskiem jest Szpital Wojewódzki im. Mikołaja Kopernika w Koszalinie. W roku 2014 zostało wpisane do ewidencji lądowisk Urzędu Lotnictwa Cywilnego pod numerem 297